# 얼터너티브 록
얼터너티브 록(Alternative rock, 얼터너티브 뮤직, 얼트록, 혹은 간단히 얼터너티브라고도 한다)은 1970년대의 독립 음악 언더그라운드에서 발전한 록 음악의 한 갈래이다. 얼터너티브 록 음악가들은 미국의 그런지, 영국의 브릿팝과 슈게이징 등의 하위 장르와 더불어 1990년대에 주류에서의 성공을 거두었다. 이 시기에 많은 음반사들이 1980년대의 아레나 록, 하드 록, 글램 메탈 음악가들이 음악 산업 전반에 걸쳐 진부해지기 시작하자 '대안'을 찾고 있었다. 1990년대에 X세대가 문화적 세력으로 떠오른 것도 얼터너티브 음악의 부흥에 크게 기여했다.
'얼터너티브(대안)'는 주류나 상업 록 혹은 팝과의 구별을 의미한다. 이 용어의 원래 의미는 더 넓어서, 1970년대 후반의 펑크 록의 음악적 스타일이나 독립적인 DIY 정신에 영향을 받은 음악가들을 가리켰다. 전통적으로 얼터너티브 록은 사운드, 사회적 맥락, 지역적 뿌리 면에서 다양했다. 1980년대 내내 잡지와 팬 잡지, 캠퍼스 라디오에서의 에어플레이, 그리고 입소문은 노이즈 팝, 인디 록, 그런지, 슈게이징과 같은 얼터너티브 록의 독특한 스타일(및 음악 장면)의 중요성을 높이고 다양성을 부각시켰다. 1988년 9월, 빌보드는 미국의 라디오 방송국에서 이 형식이 부상하는 것을 반영하기 위해 '얼터너티브'를 그들의 차트 시스템에 도입했다. KROQ, WDRE와 같은 방송국은 더 언더그라운드적이고 독립적이며 비상업적인 록 음악가들의 음악을 틀고 있었다.
처음에는 몇몇 얼터너티브 스타일이 주류에서 작은 주목을 받았고, R.E.M.과 제인스 어딕션과 같은 몇몇 밴드는 메이저 레이블과 계약했다. 당시 대부분의 얼터너티브 밴드는 1980년대 영국에서 중요한 얼터너티브 록 밴드 중 하나인 더 스미스처럼 독립 레이블과 계약을 유지했고, 주류 라디오, 텔레비전, 신문에서는 비교적 적은 주목을 받았다. 1990년대 너바나의 돌파와 그런지 및 브릿팝 운동의 인기로 얼터너티브 록은 주류 음악에 진입했으며, 많은 얼터너티브 밴드들이 성공했다.
2000년대에는 폴 아웃 보이, 마이 케미컬 로맨스, 파라모어, 패닉! 앳 더 디스코와 같은 멀티 플래티넘 아티스트들과 함께 이모가 주류에서 성공을 거두었다. 화이트 스트라이프스와 스트록스와 같은 밴드들은 2000년대 초반에 상업적인 성공을 거두었으며, 개러지 록, 포스트펑크, 뉴 웨이브에서 영감을 받은 새로운 얼터너티브 록 밴드의 유입에 영향을 미쳐 해당 장르의 리바이벌을 확립했다.

## 어원

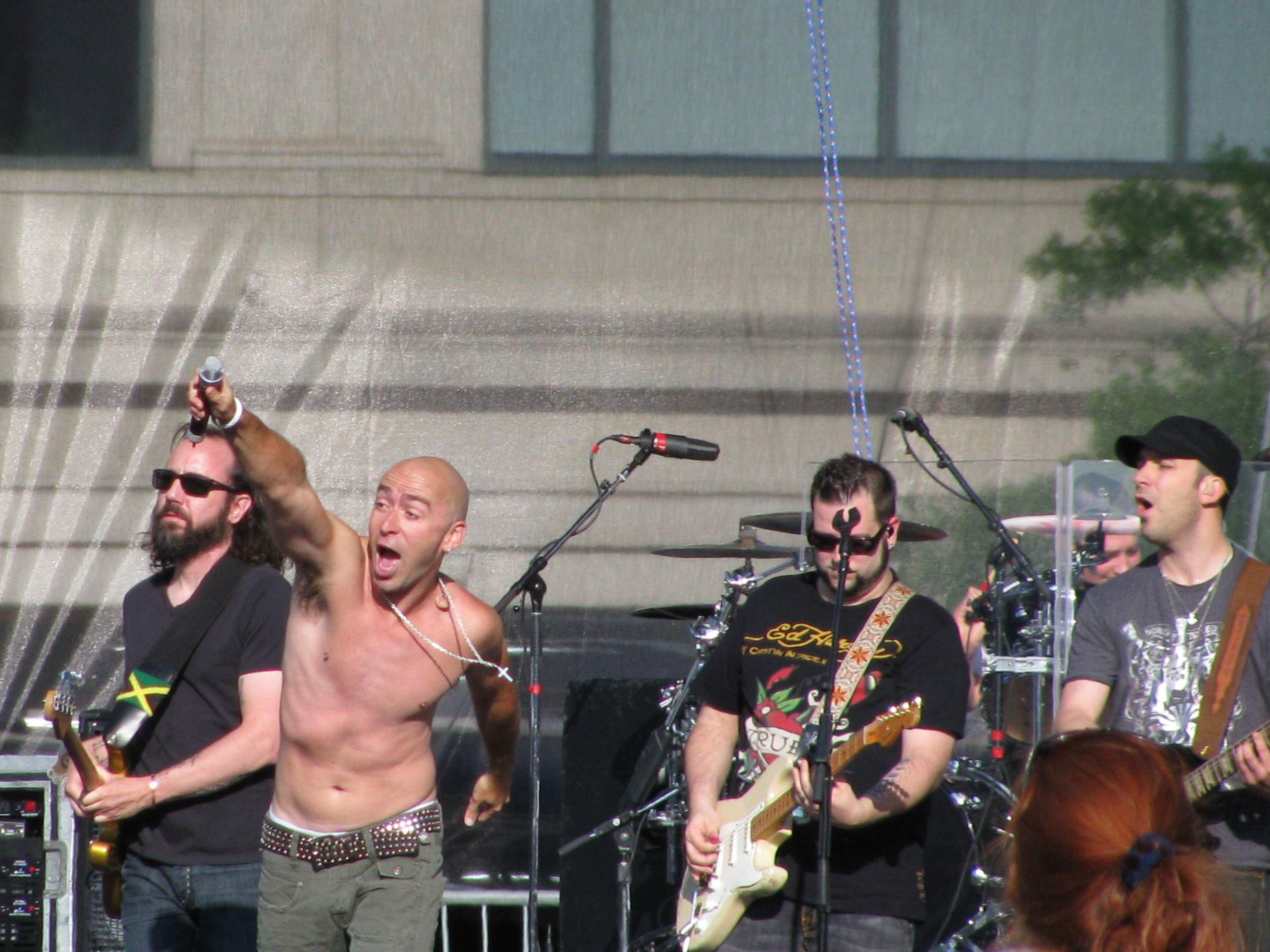
라이브, 펜실베이니아주 요크 출신의 얼터너티브 록 밴드로 2008년 5월 공연 중이다.

과거에는 대중 음악의 취향이 대형 엔터테인먼트 기업 내의 음악 경영진에 의해 크게 좌우되었다. 음반사들은 가장 대중적인 성공을 거둘 것으로 예상되는 연예인들과 계약을 맺었고, 따라서 가장 많은 판매를 올릴 수 있는 연예인들과 계약을 맺었다. 이러한 밴드들은 값비싼 스튜디오에서 음악을 녹음할 수 있었고, 그들의 작품은 엔터테인먼트 기업이 소유한 음반 매장 체인을 통해 판매되었으며, 궁극적으로 대형 마트에도 판매되었다. 음반사들은 라디오 및 텔레비전 회사와 협력하여 아티스트에게 최대한의 노출을 제공했다. 의사결정자들은 음악을 제품으로 다루는 사업가들이었고, 예상 판매량에 미치지 못하는 밴드들은 이 시스템에서 배제되었다.
얼터너티브 록이라는 용어가 1990년경부터 일반적으로 사용되기 전에는, 그것이 지칭하는 음악들은 다양한 용어로 알려져 있었다. 1979년, 테리 톨킨은 자신이 쓰고 있는 그룹을 설명하기 위해 얼터너티브 뮤직이라는 용어를 사용했다. 1979년 댈러스 라디오 방송국 KZEW에서는 "Rock and Roll Alternative"라는 제목의 심야 뉴 웨이브 쇼가 있었다. 1980년대에는 미국의 캠퍼스 라디오 회로 및 대학생들의 취향과의 연관성 때문에 "컬리지 록"이 미국에서 음악을 설명하는 데 사용되었다. 영국에서는 펑크 서브컬처의 결과로 수십 개의 작은 DIY 음반 레이블이 등장했다. 이 레이블 중 하나인 체리 레드 레코드의 설립자에 따르면, NME와 사운즈 잡지는 "얼터너티브 차트"라고 불리는 작은 음반 매장을 기반으로 한 차트를 발행했다. 1980년 1월에는 유통을 기반으로 한 첫 번째 전국 차트인 UK 인디 차트가 발행되었고, 이는 이러한 레이블을 돕는 목표를 즉시 달성했다. 당시 인디라는 용어는 독립적으로 유통되는 음반을 말 그대로 설명하는 데 사용되었다. 1985년경에는 인디가 단순히 유통 상태가 아닌 특정 장르 또는 하위 장르 그룹을 의미하게 되었다.
록 음악을 설명하기 위해 "얼터너티브"라는 용어를 사용한 것은 1980년대 중반경에 시작되었다. 당시 최첨단 음악에 대한 일반적인 음악 산업 용어는 각각 신선함을 나타내는 뉴 뮤직과 과거 사운드의 재맥락화를 나타내는 포스트모던이었다. 비슷한 용어인 얼터너티브 팝은 1985년경에 등장했다.
1987년, 스핀 잡지는 캠퍼 밴 베토벤을 "얼터너티브/인디"로 분류하며, 그들의 1985년 노래 "Where the Hell Is Bill" (전화기 없는 산사태 승리)은 "얼터너티브/인디 장면을 비판하고 건조하게 해체했다"고 말했다. 당시 캠퍼 밴 베토벤의 프런트맨이었던 데이비드 로어리는 후에 이렇게 회상했다. "저는 그 단어가 저희에게 적용되는 것을 처음 본 것을 기억합니다... 제가 이해한 바로는 저희가 펑크 밴드처럼 보였지만 팝 음악을 하고 있었기 때문에, 그런 일을 하는 저희들을 위해 이 '얼터너티브'라는 단어를 만들었습니다." 1980년대의 DJ와 프로모터들은 이 용어가 1970년대 미국의 FM 라디오에서 유래했다고 주장하며, 이 라디오는 더 긴 노래를 특징으로 하고 DJ에게 더 많은 노래 선택의 자유를 줌으로써 톱 40 라디오 포맷에 대한 진보적인 대안으로 사용되었다. 한 전직 DJ이자 프로모터에 따르면, "어떻게 이 '얼터너티브'라는 용어가 1980년대에 새로운 포스트펑크, 인디, 또는 언더그라운드 음악에 적용한 캠퍼스 라디오 사람들에 의해 재발견되고 도용되었다."
처음에는 이 용어가 "헤비 메탈 발라드, 세련된 뉴 웨이브" 및 "고에너지 댄스 찬가"의 영향을 받지 않은 의도적으로 비주류적인 록 음악가들을 지칭했다. 이 용어의 사용은 당시 로스앤젤레스의 KROQ와 같은 미국 "상업 얼터너티브" 라디오 방송국에서 발견되는 뉴 웨이브, 팝, 펑크 록, 포스트펑크, 때로는 "컬리지"/"인디" 록을 포함하도록 확장될 것이다. 저널리스트 짐 거(Jim Gerr)는 얼터너티브는 또한 "랩, 쓰레기, 메탈, 인더스트리얼"과 같은 변형을 포괄한다고 썼다. 제인스 어딕션의 프런트맨 페리 패럴이 고안한 북미 지역 순회 축제인 첫 번째 롤라팔루자의 출연 라인업은 헨리 롤린스, 버트홀 서퍼스, 아이스-T, 나인 인치 네일스, 수지 앤 더 밴시스(두 번째 헤드라이너) 및 제인스 어딕션(헤드라이너)을 포함한 "얼터너티브 록 커뮤니티의 다양한 요소"를 재결합했다. 1991년 7월 피닉스에서 열린 롤라팔루자 개막일을 MTV를 위해 취재한 데이브 켄달은 축제가 "가장 다양한 얼터너티브 록 라인업"을 선보였다고 보고했다. 그 해 여름, 패럴은 얼터너티브 네이션(Alternative Nation)이라는 용어를 만들었다.
1991년 12월, 스핀 잡지는 다음과 같이 언급했다. "올해 처음으로 이전에는 얼터너티브 록으로 간주되었던 음악, 즉 대학 중심의 마케팅 그룹으로 상당히 수익성이 좋지만 제한적인 잠재력을 가진 음악이 실제로 주류로 이동했다는 사실이 명확해졌다."
1990년대 후반에는 이 정의가 다시 더 구체화되었다. 1997년, 뉴욕 타임스의 닐 스트라우스는 얼터너티브 록을 "거칠고 70년대 스타일의 기타 리프와 자신의 문제에 대해 서사적으로 고뇌하는 보컬을 특징으로 하는 강렬한 록 음악"으로 정의했다.
음악을 얼터너티브로 정의하는 것은 종종 두 가지 상반되는 용어의 적용 때문에 어렵다. 얼터너티브는 현상 유지에 도전하고 "맹렬하게 반항적이고, 반상업적이며, 반주류적"인 음악을 설명할 수 있으며, 이 용어는 또한 음악 산업에서 "음반 매장, 라디오, 케이블 텔레비전, 인터넷을 통해 소비자가 이용할 수 있는 선택지"를 나타내는 데 사용된다. 그러나 얼터너티브 음악은 역설적으로 주류 록 음악만큼이나 상업적이고 시장성이 있게 되었고, 음반사들은 주류 록 음악이 도달하지 못하는 청중에게 음악을 마케팅하기 위해 "얼터너티브"라는 용어를 사용하고 있다. 장르에 대한 넓은 정의를 사용하여, 데이브 톰슨은 그의 저서 《얼터너티브 록》에서 섹스 피스톨즈의 결성과 패티 스미스의 호시즈와 루 리드의 메탈 머신 뮤직 발매를 얼터너티브 록의 탄생을 가져온 세 가지 주요 사건으로 인용했다. 또한 라우더사운드의 리스 윌리엄스는 "90년대에는 다른 어떤 10년보다 음악 장르가 더 많이 충돌하여 '얼터너티브' 록을 정의하기가 점점 더 어려워졌다"고 언급했다. 인디 록이 현대 팝과 록을 설명하는 미국에서 가장 일반적인 용어가 된 2000년대 초까지 "인디 록"과 "얼터너티브 록"이라는 용어는 종종 상호 교환적으로 사용되었다. 두 장르 모두 공통점이 있지만, "인디 록"은 더 미국적인 "얼터너티브 록"과는 달리 영국 기반의 용어로 간주되었다.

## 특징
"얼터너티브 록"이라는 이름은 본질적으로 1980년대 중반 이후 펑크 록의 뒤를 이어 등장한 언더그라운드 음악에 대한 포괄적 용어 역할을 한다. 역사의 대부분 동안 얼터너티브 록은 주류 문화의 상업주의에 대한 거부로 크게 정의되었지만, 1990년대 이후(특히 2000년대 이후) 일부 주요 얼터너티브 아티스트들이 결국 주류 성공을 거두거나 메이저 레이블과 협력했기 때문에 이것은 논쟁의 여지가 있을 수 있다. 1980년대에는 얼터너티브 밴드들이 주로 작은 클럽에서 연주하고 독립 레이블에서 녹음했으며 입소문을 통해 인기를 확산시켰다. 따라서 얼터너티브 록 전체에 대한 정해진 음악적 스타일은 없지만, 1989년 뉴욕 타임스는 이 장르가 "무엇보다도 기타 음악이며, 파워 코드를 폭발시키고, 맑은 리프를 뽑아내며, 퍼즈톤과 피드백으로 윙윙거리는 기타를 가지고 있다"고 단언했다. 록 음악의 주류화 이후 다른 록 스타일보다 더 자주 얼터너티브 록 가사는 약물 사용, 우울증, 자살, 환경주의와 같은 사회적 문제에 대한 주제를 다루는 경향이 있다. 가사에 대한 이러한 접근 방식은 1980년대와 1990년대 초반 미국과 영국의 사회 경제적 부담을 반영하여 발전했다.

## 1960년대–1970년대: 선구자들
얼터너티브 록의 선구자들은 1960년대에 프로토 펑크와 함께 존재했다. 얼터너티브 록의 기원은 벨벳 언더그라운드의 벨벳 언더그라운드 앤 니코 (1967)으로 거슬러 올라갈 수 있으며, 이후 많은 얼터너티브 록 밴드에 영향을 미쳤다. 시드 배럿과 같은 1960년대의 기괴하고 특이한 인물들은 전반적인 얼터너티브 록에 영향을 미쳤다.
데드 케네디스는 1979년에 얼터너티브 텐타클스라는 독립 음반 레이블을 설립하여, 1983년에 버트홀 서퍼스의 셀프 타이틀 EP와 같은 영향력 있는 언더그라운드 음악을 발표했다. 1984년경에는 인디 레이블과 계약한 대부분의 그룹이 다양한 록 및 특히 1960년대 록의 영향을 받았다. 이는 미래주의적이고 초합리적인 포스트펑크 시기와는 큰 차이를 보였다.

## 1980년대: 기원
일반적으로 "얼터너티브 록"이라는 문구를 들으면 사람들은 90년대를 생각하지만, 네버마인드가 90년대에 태어난 것이 아니라 80년대부터 끓어오르던 무언가의 정점이었다는 사실은 잘 알려져 있다. 장르가 태어난 정확한 시간이나 장소를 정확히 집어내는 것은 절대 불가능하지만, 얼터너티브 록, 특히 미국 펑크 언더그라운드에서 태어난 종류의 음악의 경우, 1984년이 여러 개의 중요한, 광범위하게 영향력 있는 앨범들이 한 번에 출시된 첫 해였을지도 모른다.
"얼터너티브 음악은 아직 주류 청중을 확보하지 못한 음악이다. 얼터너티브는 더 이상 뉴 웨이브가 아니며, 마음의 성향이다. 얼터너티브 음악은 더 넓은 청중에게 도달할 잠재력이 있는 모든 종류의 음악이다. 그것은 또한 진정한 힘, 진정한 품질, 진정한 흥미를 가지고 있으며, 파블럼과 같은 휘트니 휴스턴과는 대조적으로 사회적으로 의미가 있어야 한다."

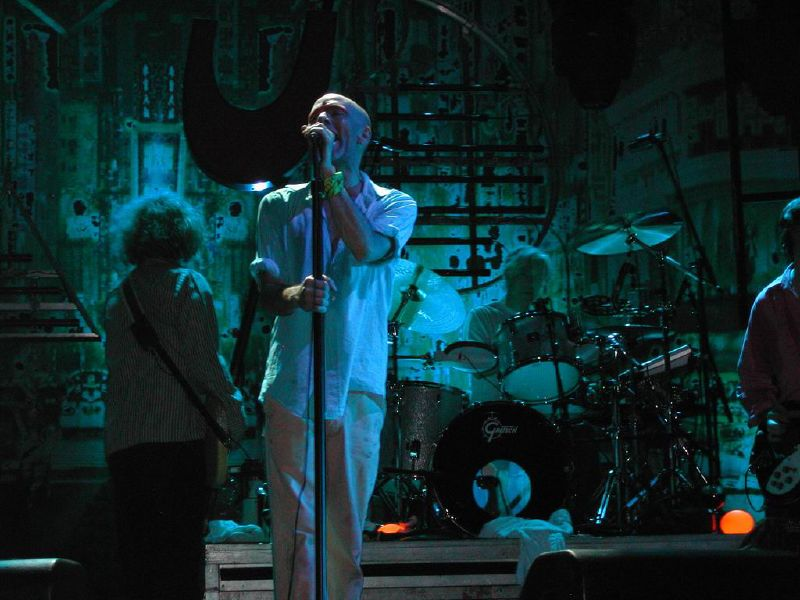
R.E.M.은 최초의 얼터너티브 록 밴드 중 하나로, 캠퍼스 라디오 방송, 끊임없는 투어, 풀뿌리 팬층에 의존하여 주류에 진입했다.

1980년대 내내 얼터너티브 록은 주로 언더그라운드 현상으로 남아있었다. 가끔 상업적인 히트곡이 나오거나 롤링 스톤과 같은 주류 간행물에서 앨범이 비평가들의 찬사를 받기도 했지만, 1980년대의 얼터너티브 록은 주로 독립 음반사, 팬 잡지 및 캠퍼스 라디오 방송국에서 다루어졌다. 얼터너티브 밴드들은 끊임없는 투어와 저예산 앨범의 정기적인 발매를 통해 언더그라운드 팬층을 구축했다. 미국에서는 이전 밴드의 뒤를 이어 새로운 밴드들이 형성되어 전국 각지의 다양한 장면으로 가득한 광범위한 언더그라운드 서킷이 만들어졌다. 캠퍼스 라디오는 새로운 얼터너티브 음악의 확산에 필수적인 부분을 형성했다. 1980년대 중반, 캘리포니아주 샌루이스오비스포의 대학 방송국 KCPR은 DJ 핸드북에서 "얼터너티브 라디오"에서 연주되는 인기곡과 "첨단" 곡 사이의 긴장감을 설명했다.
1980년대 미국 얼터너티브 아티스트들은 눈에 띄는 앨범 판매량을 올리지는 못했지만, 이후 얼터너티브 음악가들에게 상당한 영향을 미치고 그들의 성공을 위한 기반을 마련했다. 1988년 9월 10일, 빌보드에서 얼터너티브 송 차트가 생성되어 미국 내 얼터너티브 및 모던 록 라디오 방송국에서 가장 많이 재생된 40곡이 등재되었다. 첫 번째 1위곡은 수지 앤 더 밴시스의 "피크어부"였다. 1989년에는 뉴 오더, 퍼블릭 이미지 리미티드, 슈가큐브스가 참여한 패키지 투어가 미국 아레나 서킷을 순회할 정도로 이 장르가 충분히 인기를 얻었다.
초창기 영국 얼터너티브 록은 팝 중심적인 경향(앨범과 싱글에 동일한 강조, 댄스와 클럽 문화 요소 통합에 대한 더 큰 개방성)과 구체적으로 영국적인 문제에 대한 가사의 강조로 미국 얼터너티브 록과 구별되었다. 결과적으로 몇몇 영국 얼터너티브 밴드만이 미국에서 상업적인 성공을 거두었다. 1980년대부터 얼터너티브 록은 영국에서 라디오에서 광범위하게 연주되었으며, 특히 존 필(BBC 라디오 1에서 얼터너티브 음악을 옹호했다), 리처드 스키너, 애니 나이팅게일과 같은 디스크 자키들에 의해 연주되었다. 미국에서 컬트적인 팬층을 가진 아티스트들은 영국 전국 라디오와 주간 음악 언론을 통해 더 많은 노출을 받았고, 많은 얼터너티브 밴드들이 영국 차트에서 성공을 거두었다.

### 1980년대의 미국

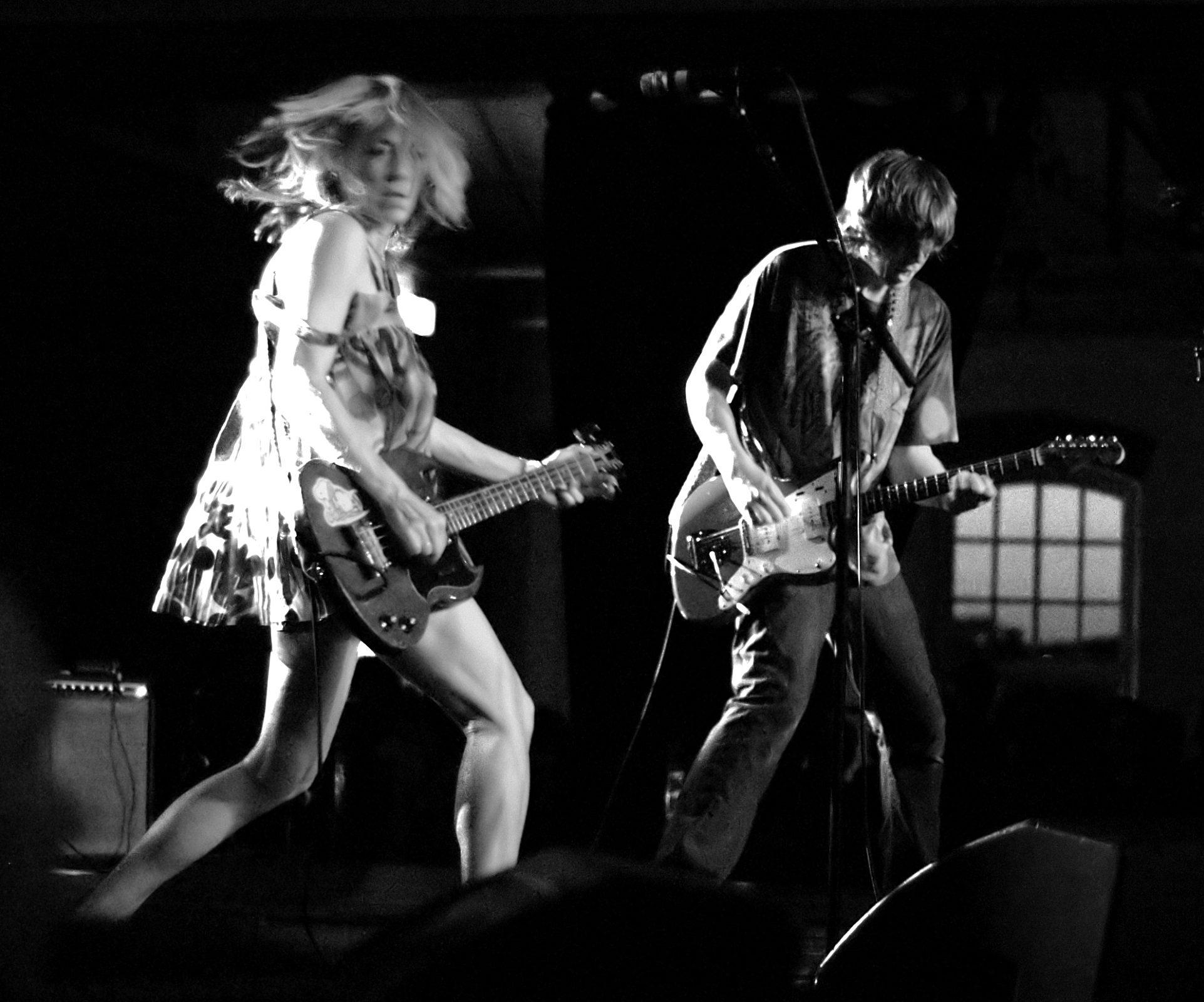
2005년 7월 공연 중인 소닉 유스의 킴 고든과 서스턴 무어.

더 드림 신디케이트, 봉고스, 10,000 매니악스, R.E.M., 필리스, 바이얼런트 펨즈와 같은 초기의 미국 얼터너티브 밴드들은 펑크의 영향을 포크 음악과 주류 음악의 영향과 결합했다. R.E.M.이 가장 즉각적으로 성공을 거두었다. 그들의 데뷔 앨범 머머 (1983)는 톱 40에 진입했으며, 수많은 쟁글 팝 추종자를 낳았다. 1980년대 초반의 많은 쟁글 팝 장면 중 하나인 로스앤젤레스의 페이즐리 언더그라운드는 1960년대의 사운드를 부활시켰으며, 사이키델리아, 풍부한 보컬 하모니, 포크 록의 기타 연주와 펑크 및 벨벳 언더그라운드와 같은 언더그라운드 영향을 통합했다.
미국의 인디 음반 레이블인 SST 레코드, 트윈/톤 레코드, 터치 앤 고 레코드, 디스코드 레코드는 당시 미국 언더그라운드 신을 지배했던 하드코어 펑크에서 더 다양한 스타일의 얼터너티브 록으로 변화를 주도했다. 미니애폴리스 밴드 허스커 두와 리플레이스먼츠는 이러한 변화를 나타냈다. 둘 다 펑크 록 밴드로 시작했지만 곧 사운드를 다양화하고 더 멜로디컬해졌다. 마이클 애저래드는 허스커 두가 하드코어 펑크와 이후 등장한 더 멜로디컬하고 다양한 컬리지 록 음악 사이의 중요한 연결 고리라고 주장했다. 애저래드는 "허스커 두는 언더그라운드가 멜로디와 펑크 록이 반대되지 않는다는 것을 확신시키는 데 큰 역할을 했다"고 썼다. 이 밴드는 또한 미국 인디 신에서 메이저 음반 레이블과 계약한 첫 번째 그룹이 되어 컬리지 록을 "성공적인 상업적 사업"으로 자리매김하는 데 기여했다. 정치적 문제 대신 진심 어린 작곡과 말장난에 초점을 맞추면서 리플레이스먼츠는 언더그라운드 신의 많은 관습을 뒤집었다. 애저래드는 "R.E.M.과 함께 그들은 주류 사람들이 좋아한 몇 안 되는 언더그라운드 밴드 중 하나였다"고 언급했다.
1980년대 후반에 이르러 미국의 얼터너티브 신은 기발한 얼터너티브 팝(데 마이트 비 자이언츠 및 캠퍼 밴 베토벤)부터 노이즈 록(소닉 유스, 빅 블랙, 지저스 리자드) 및 인더스트리얼 록(미니스트리, 나인 인치 네일스)에 이르는 다양한 스타일이 지배했다. 같은 시기에 워싱턴주 시애틀에서는 그런지 하위 장르가 등장했는데, 처음에는 "시애틀 사운드"로 불리다가 1990년대 초반에 인기를 얻게 되었다. 그런지는 헤비 메탈과 펑크 록을 융합한 진흙탕 같은 기타 사운드를 특징으로 했다. 시애틀 인디 레이블 서브 팝에 의해 주로 홍보된 그런지 밴드들은 현지 날씨에 적합한 플란넬 셔츠와 전투 부츠를 선호하는 자선 가게 패션으로 유명했다. 초기의 그런지 밴드인 사운드가든과 머드허니는 각각 미국과 영국에서 비평가들의 찬사를 받았다.
1980년대 말까지 많은 얼터너티브 밴드들이 메이저 레이블과 계약하기 시작했다. 초기 메이저 레이블과 계약한 허스커 두와 리플레이스먼츠는 큰 성공을 거두지 못했지만, 그 이후에 메이저와 계약한 R.E.M.과 제인스 어딕션과 같은 음악가들은 골드 및 플래티넘 레코드를 달성하여 이후 얼터너티브의 돌파를 위한 무대를 마련했다. 픽시스와 같은 일부 밴드는 해외에서 엄청난 성공을 거두었지만 국내에서는 무시당했다.
십 년 중반에 허스커 두의 앨범 젠 아케이드는 개인적인 문제를 다루면서 다른 하드코어 음악가들에게 영향을 미쳤다. 워싱턴 DC의 하드코어 신에서 "이모코어" 또는 나중에는 "이모"라고 불리는 장르가 등장했으며, 이는 감정적이고 매우 개인적인 주제를 파고드는 가사(보컬이 때때로 울었다)와 자유 연상 시 및 고백적인 어조를 추가한 것으로 유명했다. 라이츠 오브 스프링은 첫 번째 "이모" 밴드로 묘사되었다. 전 마이너 스렛 싱어 이안 맥케이는 디스코드 레코드를 설립했으며, 이는 이모 신의 중심이 되었다.

### 1980년대의 영국

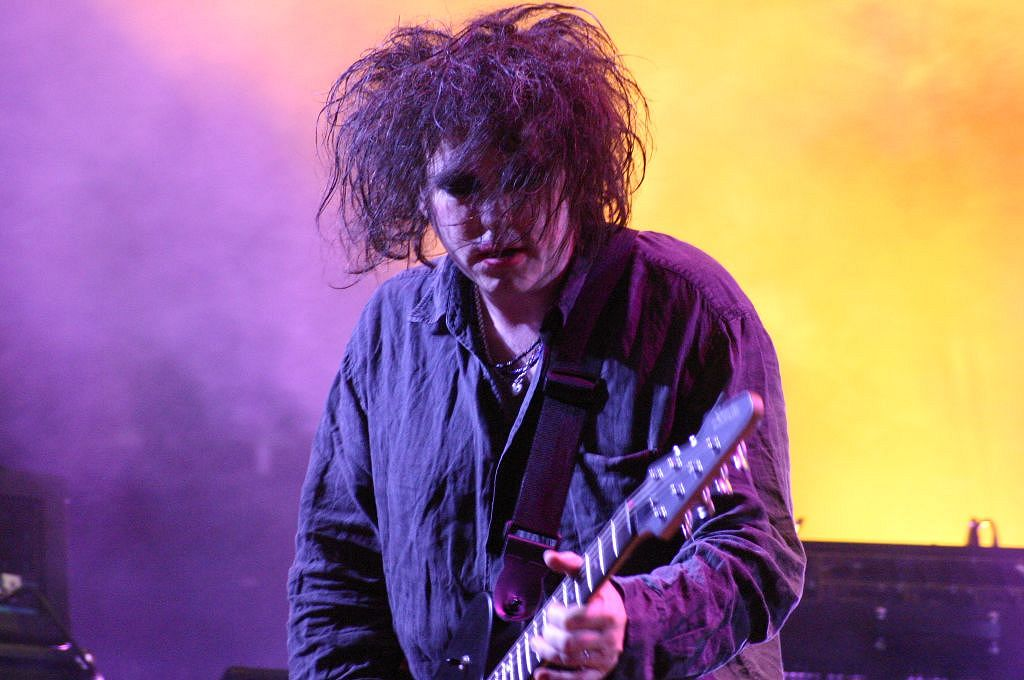
2004년 6월 공연 중인 더 큐어의 로버트 스미스.

고딕 록은 1970년대 후반 영국 포스트펑크에서 발전했다. "언더그라운드 록의 가장 어둡고 우울한 형태"라는 명성을 가진 고딕 록은 포스트펑크에서 파생된 신시사이저와 기타 기반 사운드를 사용하여 "불길하고 슬프며 종종 서사적인 사운드스케이프"를 구축하며, 이 하위 장르의 가사는 종종 문학적인 낭만주의, 병적인 성향, 종교적 상징주의, 초자연적인 신비주의를 다룬다. 이 하위 장르의 밴드들은 두 개의 영국 포스트펑크 그룹인 수지 앤 더 밴시스와 조이 디비전으로부터 영감을 받았다. 1979년에 발매된 바우하우스의 데뷔 싱글 "벨라 루고시스 데드"는 고딕 록 하위 장르의 적절한 시작으로 간주된다. 더 큐어의 포르노그래피 (1982)를 포함한 "억압적으로 낙담한" 앨범들은 이 그룹의 그 스타일에서의 위상을 굳혔고 대규모 컬트 팬층의 기반을 마련했다.
1980년대 영국에서 등장한 핵심 얼터너티브 록 밴드는 맨체스터의 더 스미스였다. 음악 저널리스트 사이먼 레이놀즈는 스미스와 그들의 미국 동시대 밴드인 R.E.M.을 "당대 가장 중요한 얼트록 밴드"로 꼽으며, 그들은 "80년대에 반대하는 의미에서만 80년대 밴드였다"고 논평했다. 스미스는 가수 모리세이의 영국 중심적인 가사 주제와 기타리스트 조니 마의 쨍한 기타 연주 스타일을 다양한 밴드가 계승하면서 10년대 말까지 영국 인디 신에 영향을 미쳤다. 1986년 뉴 뮤지컬 익스프레스 프리미엄에 포함된 C86 카세트는 프라이멀 스크림, 웨딩 프레젠트 등의 곡을 수록했으며, 인디 팝과 영국 인디 신 전체의 발전에 큰 영향을 미쳤다.
1980년대 영국에서는 다른 형태의 얼터너티브 록이 발전했다. 지저스 앤드 메리 체인의 사운드는 벨벳 언더그라운드의 "우울한 노이즈"와 비치 보이스의 팝 멜로디, 그리고 필 스펙터의 "월 오브 사운드" 프로덕션을 결합했다. 반면 뉴 오더는 포스트펑크 밴드 조이 디비전의 해체에서 나와 디스코와 댄스 음악을 실험했다. 메리 체인은 다이너소어 주니어, C86, 콕토 트윈스의 드림 팝과 함께 1980년대 후반 슈게이징 운동의 형성적 영향을 미쳤다. 무대 위에서 관객과 소통하기보다는 발과 기타 이펙트 페달을 응시하는 밴드 멤버들의 경향에서 이름이 붙여진 슈게이징 음악가들, 예를 들어 마이 블러디 밸런타인과 슬로다이브는 길고 드론같은 리프, 왜곡, 피드백으로 보컬과 멜로디를 가려버리는 압도적으로 시끄러운 "소리의 파도"를 만들었다. 슈게이징 밴드들은 10년대 말 매드체스터 장면과 함께 영국 음악 언론을 지배했다. 뉴 오더와 팩토리 레코드가 소유한 맨체스터의 나이트클럽 하시엔다에서 주로 공연한 해피 먼데이스와 스톤 로지스와 같은 매드체스터 밴드들은 애시드 하우스 댄스 리듬과 멜로디컬한 기타 팝을 혼합했다.

## 1990년대: 주류 성공
1990년대에는 1980년대에 언더그라운드, 펑크 또는 단순히 이상하다고 여겨졌던 많은 음악이 갑자기 주류에서 발견될 수 있었다. 상업 텔레비전, 라디오, 쇼핑 센터, 스포츠 경기장에서 연주되었다. 10년이 끝날 무렵 얼터너티브 음악은 승리적이면서도 의미가 없었다. 스타들은 대규모 청중 앞에서 연주했고 그들의 음악은 텔레비전에서 자동차를 판매하는 데 사용되었다. 그것은 미디어 스펙터클에 완전히 통합되었고 더 이상 합리적으로 그것에 대한 대안을 제공한다고 주장할 수 없었다.

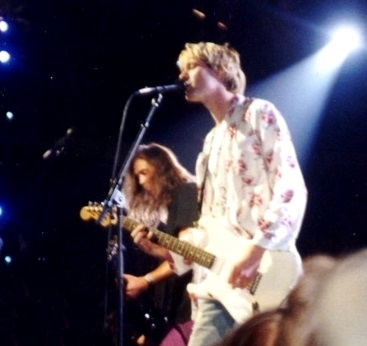
1992년 MTV 비디오 뮤직 어워드에서 공연하는 너바나의 커트 코베인(오른쪽)과 크리스 노보셀릭(왼쪽)

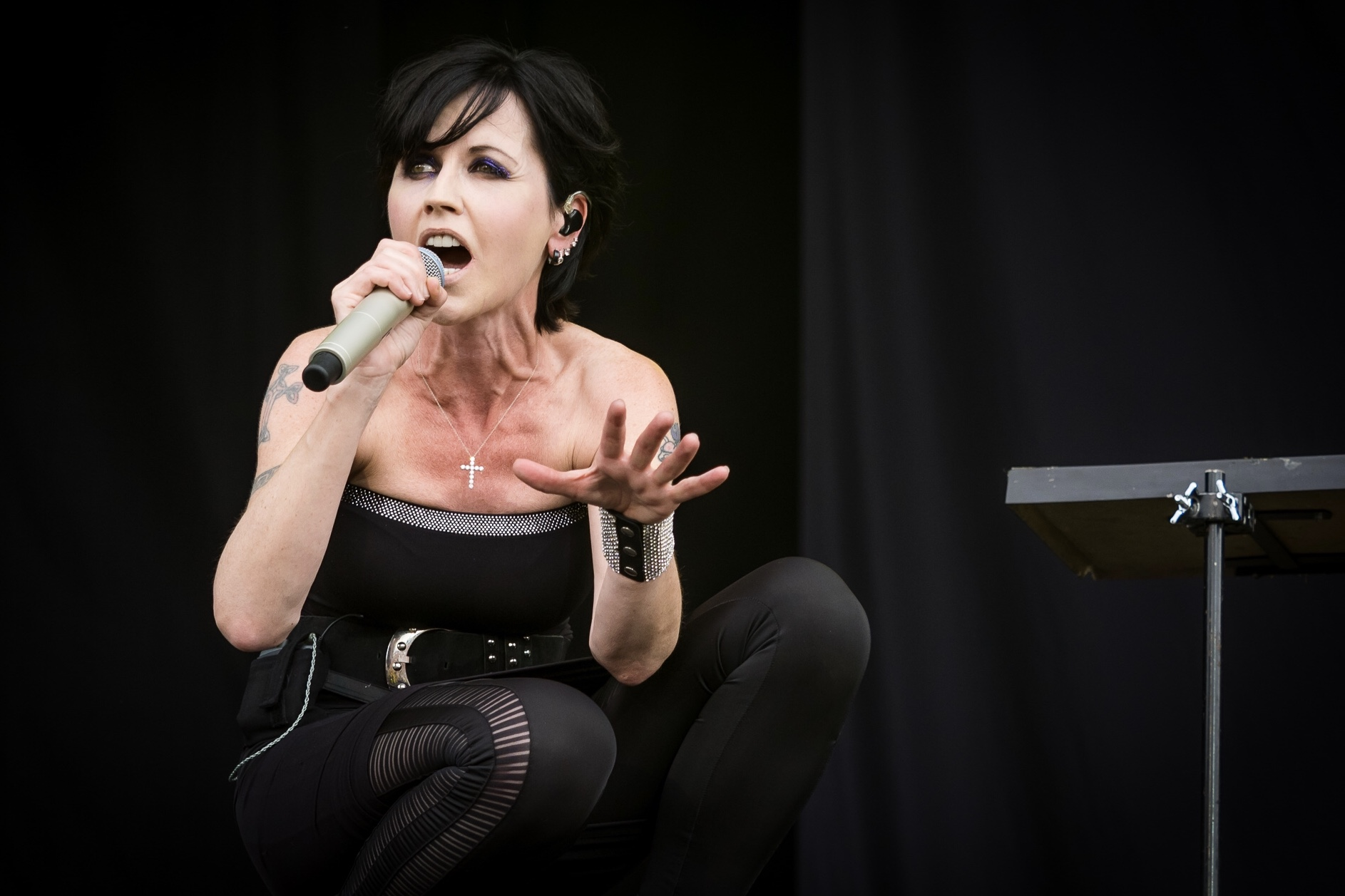
2016년 공연 중인 크랜베리스의 리드 보컬 돌로레스 오리오던.

1990년대 초, 음악 산업은 얼터너티브 록의 상업적 가능성에 매료되었고 주요 음반사들은 이미 제인스 어딕션, 레드 핫 칠리 페퍼스, 다이너소어 주니어와 계약했다. 1991년 초, R.E.M.은 아웃 오브 타임으로 전 세계적으로 주류가 되면서 많은 얼터너티브 밴드의 청사진이 되었다.
제1회 롤라팔루자 페스티벌은 1991년 7월과 8월 북미에서 가장 성공적인 투어가 되었다. 너바나의 데이브 그롤은 남부 캘리포니아의 야외 원형극장에서 열린 이 페스티벌에 참석하여 "뭔가 일이 일어나고 있다는 느낌이 들었고, 그게 모든 것의 시작이었다"고 말했다. 이 투어는 음악 산업의 사고방식을 바꾸는 데 도움이 되었다. "그 가을까지 라디오와 MTV와 음악이 바뀌었다. 페리 페리 패럴이 없었다면, 롤라팔루자가 없었다면, 당신과 나는 지금 이 대화를 나누고 있지 않았을 것이라고 정말 생각한다."
80년대 초의 아메린디(Amerindie)는 90년대 너바나부터 1996년경까지 상승세를 탔지만 현재는 음악이 여전히 존재함에도 불구하고 매우 시대에 뒤떨어진 얼터너티브 또는 얼트록으로 알려졌다.
1991년 9월 너바나의 싱글 "스멜스 라이크 틴 스피릿"의 발매는 "그런지 음악 현상의 시발점을 알렸다". MTV에서 이 노래의 뮤직 비디오가 끊임없이 방영된 덕분에 그들의 앨범 네버마인드는 1991년 크리스마스까지 주당 400,000장이 팔렸다. 그 성공은 음악 산업을 놀라게 했다. 네버마인드는 그런지를 대중화했을 뿐만 아니라 "전반적인 얼터너티브 록의 문화적, 상업적 가능성을 확립했다." 마이클 애저래드는 네버마인드가 당시 록 음악을 지배했던 헤어 메탈이 진정성 있고 문화적으로 관련 있는 음악에 밀려 인기가 떨어지는 "록 음악의 엄청난 변화"를 상징했다고 주장했다. 너바나의 획기적인 성공은 1990년대에 얼터너티브 록의 광범위한 대중화를 이끌었다. 이는 상업 라디오 방송국들 사이에서 "얼터너티브 록에 대한 새로운 개방성"을 알렸으며, 특히 더 무거운 얼터너티브 밴드들에게 문을 열어주었다. 네버마인드 이후 얼터너티브 록은 "... 비명을 지르며 주류로 끌려갔고" 음반사들은 이 장르의 성공에 혼란스러워하면서도 그것을 활용하기 위해 밴드를 계약하기 위해 경쟁했다. 뉴욕 타임스는 1993년에 "얼터너티브 록은 더 이상 그렇게 얼터너티브처럼 보이지 않는다. 모든 주요 레이블에는 무형의 셔츠와 닳은 청바지를 입은 기타 중심 밴드들이 있으며, 나쁜 자세와 좋은 리프를 가지고 있고, 애매하고 회피적인 것을 배양하며, 시끄러움으로 귀에 쏙 들어오는 곡을 숨기고 무심함 뒤에 장인 정신을 숨긴다."고 선언했다. 그러나 많은 얼터너티브 록 아티스트들은 성공을 거부했는데, 이는 주류 노출 이전에 장르가 지지했던 반항적인 DIY 정신과 예술적 진정성에 대한 그들의 생각과 상충되었기 때문이다. ABC 온라인의 크레이그 슈프탄은 "한편으로는 [얼터너티브 록이 주류로 진입한] 것은 강하고 독창적인 언더그라운드를 낳았고, 다른 한편으로는 팝 정의에 대한 갈망, 즉 좋은 음악이 인기를 얻고 인기 있는 음악이 좋을 수 있는 미래 세계에 대한 갈망을 낳았다. 따라서 언더그라운드 음악이 마침내 1991년에 주류로 돌파했을 때, 이 사건은 거대한 매도라고 비난되거나 혁명이라고 축하되었고, 때로는 동시에 두 가지 모두였다. 이는 90년대 팝 생활의 필수품인 포스트모던 아이러니의 도움으로만 성공할 수 있었던 지적 균형 잡기였다."라고 평가했다.

### 그런지

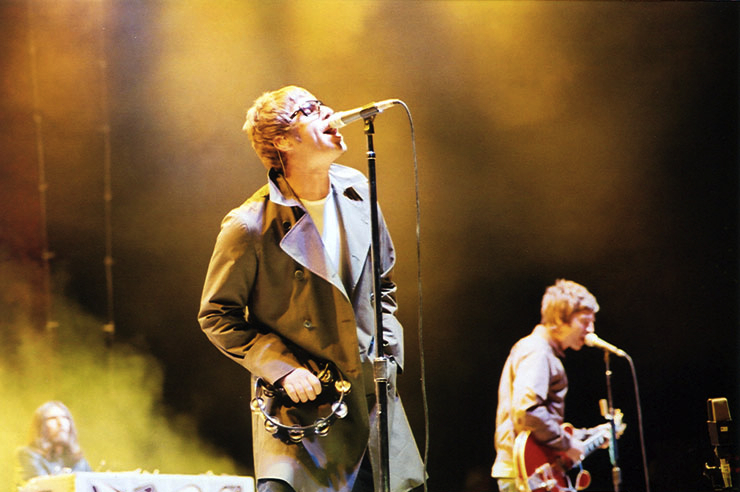
2005년 9월 공연 중인 오아시스의 리암 갤러거와 노엘 갤러거.

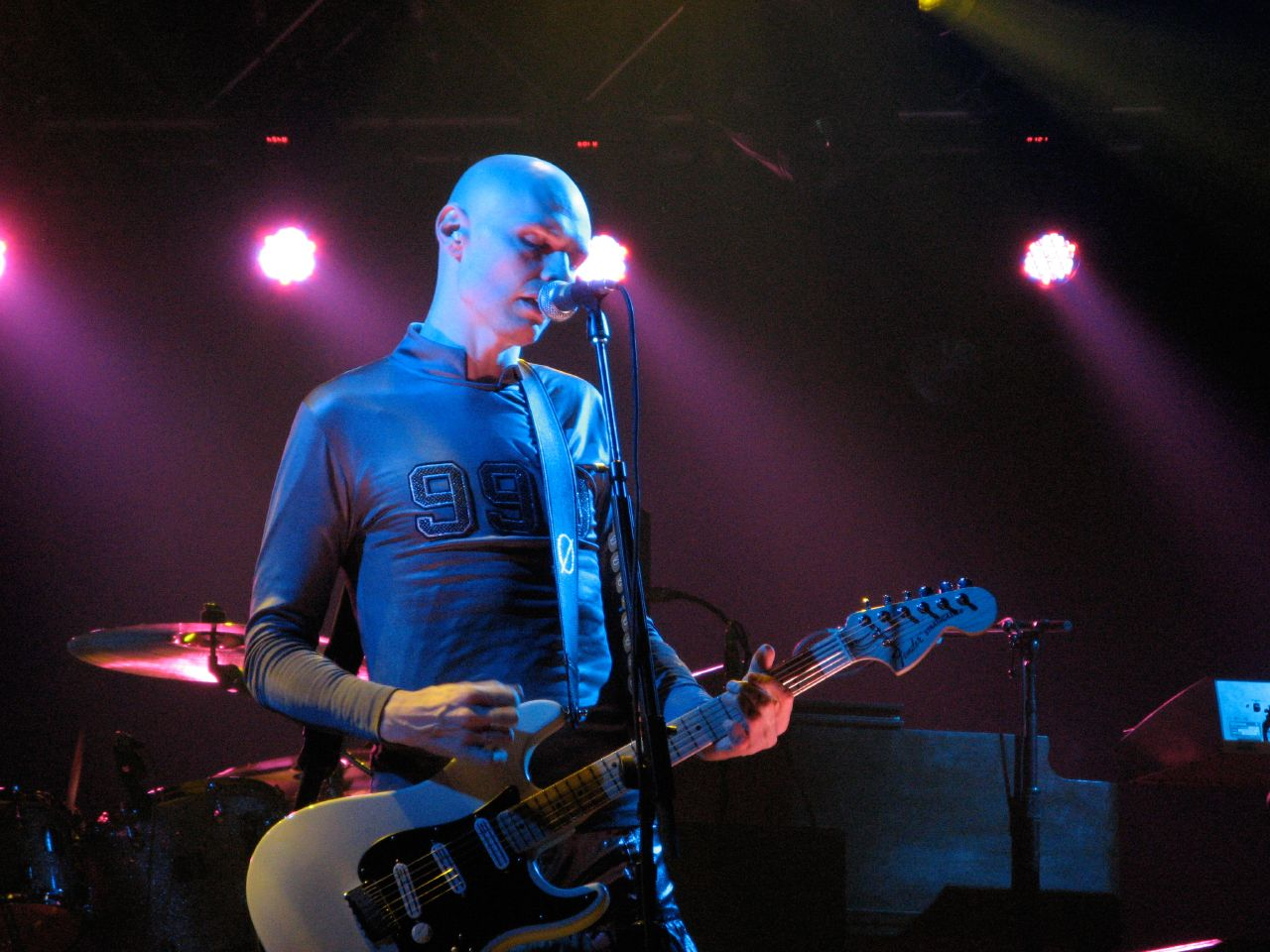
2008년 2월 공연 중인 스매싱 펌킨스의 빌리 코건.

다른 그런지 밴드들도 너바나의 성공을 따라갔다. 펄 잼은 1991년 네버마인드 발매 한 달 전에 데뷔 앨범 텐을 발매했지만, 앨범 판매는 1년 후에야 속도를 냈다. 1992년 하반기까지 텐은 성공을 거두며 골드 인증을 받고 빌보드 200 차트에서 2위에 올랐다. 사운드가든의 앨범 배드모터핑거, 앨리스 인 체인스의 더트와 스톤 템플 파일럿츠의 코어는 펄 잼과 사운드가든 멤버가 참여한 템플 오브 더 도그와 함께 1992년 가장 많이 팔린 앨범 100장 안에 들었다. 이러한 그런지 밴드의 대중적 돌파는 롤링 스톤이 시애틀을 "새로운 리버풀"이라고 별명을 붙이게 만들었다. 주요 음반사들은 시애틀의 저명한 그런지 밴드 대부분과 계약했고, 두 번째 밴드들은 성공을 바라며 도시로 이주했다. 동시에 비평가들은 광고가 그런지의 요소를 도용하여 일시적인 유행으로 바꾸고 있다고 주장했다. 1993년 기사에서 엔터테인먼트 위클리는 "60년대 미디어가 히피를 발견한 이후 이런 형태의 하위 문화 착취는 없었다"고 논평했다. 뉴욕 타임스는 "미국의 그런지화"를 이전 몇 년 동안의 펑크 록, 디스코, 힙합 음악의 대량 마케팅에 비유했다. 장르의 인기로 인해 시애틀에서는 그런지에 대한 반발이 일어났다.
너바나의 후속 앨범 인 유테로 (1993)는 의도적으로 거친 앨범이었으며, 너바나의 베이시스트 크리스 노보셀릭은 "거칠고 공격적인 사운드, 진정한 얼터너티브 레코드"라고 묘사했다. 그럼에도 불구하고, 1993년 9월 발매된 인 유테로는 빌보드 차트에서 1위를 차지했다. 펄 잼도 두 번째 앨범 대 (1993)로 상업적으로 계속 좋은 성과를 거두었는데, 이는 발매 첫 주에 950,378장이 팔려 빌보드 차트에서 1위를 차지하며 기록을 세웠다. 1993년, 스매싱 펌킨스는 획기적인 앨범 시어미즈 드림을 발매했는데, 이는 빌보드 200에서 10위로 데뷔했으며 1996년까지 4백만 장 이상이 팔려 미국 음반 산업 협회로부터 멀티 플래티넘 인증을 받았다. 이 앨범에 대한 헤비 메탈과 프로그레시브 록의 강한 영향은 얼터너티브 록이 주류 라디오 프로그래머들에게 합법적으로 인정받고 얼터너티브 록과 미국 1970년대 AOR 라디오에서 연주되는 록 사이의 간극을 좁히는 데 도움이 되었다. 1995년, 이 밴드는 더블 앨범 멜론 콜리 앤 디 인피닛 새드니스를 발매했는데, 이는 미국에서만 10백만 장이 팔려 다이아몬드 레코드로 인증받았다.

### 브릿팝
매드체스터 장면의 쇠퇴와 슈게이징의 화려함 부족으로 1990년대 초 미국에서 온 그런지의 물결이 영국 얼터너티브 신과 음악 언론을 지배했다. 이에 대한 반응으로 "그런지를 없애고" "미국에 선전포고"하기를 원하는 수많은 영국 밴드들이 등장하여 대중과 국내 음악 언론을 사로잡았다. 언론에 의해 "브릿팝"으로 명명된 이 운동은 펄프, 블러, 스웨이드, 오아시스와 같은 밴드로 대표되며, 이들 아티스트들은 얼터너티브 록을 본국의 차트 정상으로 끌어올렸다는 점에서 그런지 폭발의 영국판이었다.
브릿팝 밴드들은 과거 영국 기타 음악, 특히 브리티시 인베이전, 글램 록, 펑크 록과 같은 운동과 장르에 영향을 받고 존경을 표했다. 1995년, 브릿팝 현상은 주축 그룹인 오아시스와 블러 사이의 경쟁으로 최고조에 달했으며, 이는 1995년 8월 14일에 같은 날에 경쟁 싱글인 "롤 위드 잇"과 "컨트리 하우스"를 발매한 것으로 상징된다. 블러가 "브릿팝 대전"에서 승리했지만, 곧 오아시스에게 인기가 밀렸다. 오아시스의 두 번째 앨범인 (왓츠 더 스토리) 모닝 글로리? (1995)는 영국 역사상 세 번째로 많이 팔린 앨범이 되었다.

### 인디 록

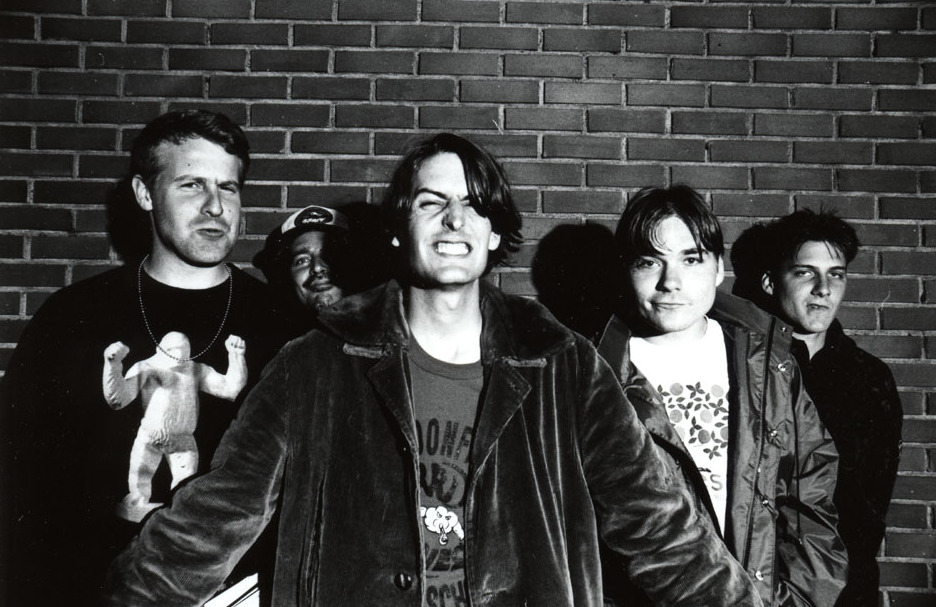
1993년 인디 록 밴드 페이브먼트.

미국에서 얼터너티브 록 전체와 오랫동안 동의어였던 인디 록은 너바나의 대중적인 돌파 이후 별개의 형태로 자리 잡았다. 인디 록은 주류로 넘어가지 못하거나 거부한 아티스트들에 의해 얼터너티브 록이 주류로 흡수되는 것을 거부하며 형성되었으며, 그 "마초적인" 미학에 대한 경계심이 있었다. 인디 록 아티스트들은 펑크 록의 상업주의에 대한 불신을 공유하지만, 장르가 완전히 그에 반대하여 스스로를 정의하지는 않는데, 이는 "일반적으로 인디 록의 다양한 음악적 접근 방식을 처음부터 주류 취향과 양립 가능하게 만드는 것은 사실상 불가능하다는 가정"이 있기 때문이다.
마타도르 레코드, 머지 레코드, 디스코드 레코드, 페이브먼트, 슈퍼청크, 푸가지, 슬리터 키니와 같은 인디 록 아티스트들은 1990년대 대부분 미국의 인디 신을 지배했다. 1990년대 인디 록의 주요 운동 중 하나는 로파이였다. 저품질 카세트 테이프에 음악을 녹음하고 배포하는 데 초점을 맞춘 이 운동은 원래 1980년대에 등장했다. 1992년까지 페이브먼트, 가이디드 바이 보이시스, 세바도는 미국에서 인기 있는 로파이 컬트 음악가들이 되었고, 이후 벡과 리즈 페어와 같은 아티스트들은 이 미학을 주류 청중에게 소개했다. 이 시기에는 얼터너티브 자백 여성 싱어송라이터들도 있었다. 앞서 언급한 리즈 페어 외에도 PJ 하비가 이 하위 그룹에 속한다.
1990년대 중반, 서니 데이 리얼 에스테이트는 이모 장르를 정의했다. 위저의 앨범 핑커튼 (1996)도 영향력이 있었다.

### 포스트 록
포스트 록은 토크 토크의 래핑 스톡과 슬린트의 스파이더랜드 앨범에 의해 확립되었으며, 두 앨범 모두 1991년에 발매되었다. 포스트 록은 크라우트록, 프로그레시브 록, 재즈를 포함한 다양한 장르의 영향을 받는다. 이 장르는 록 관습을 전복하거나 거부하며 종종 전자 음악을 통합한다. 이 장르의 이름은 1994년 음악 저널리스트 사이먼 레이놀즈가 런던 그룹 바크 사이코시스의 헥스를 언급하며 만들었지만, 이 장르의 스타일은 시카고 그룹 토터스의 밀리언스 나우 리빙 윌 네버 다이 (1996) 발매로 확고해졌다. 포스트 록은 1990년대 실험적 록 음악의 지배적인 형태였으며, 이 장르의 밴드들은 스릴 조키, 크랭키, 드래그 시티, 투 퓨어와 같은 레이블과 계약했다.
관련 장르인 매스 록은 1990년대 중반에 절정을 맞았다. 포스트 록과 비교하여 매스 록은 더 복잡한 박자표와 서로 얽힌 악절에 의존한다. 10년 말까지 포스트 록의 "무감각한 지적성"과 예상 가능한 증가하는 예측 가능성 때문에 반발이 일어났지만, 갓스피드 유! 블랙 엠페러와 시규어 로스와 같은 새로운 포스트 록 밴드들이 등장하여 장르를 더욱 확장시켰다.

## 2000년대: 다각화

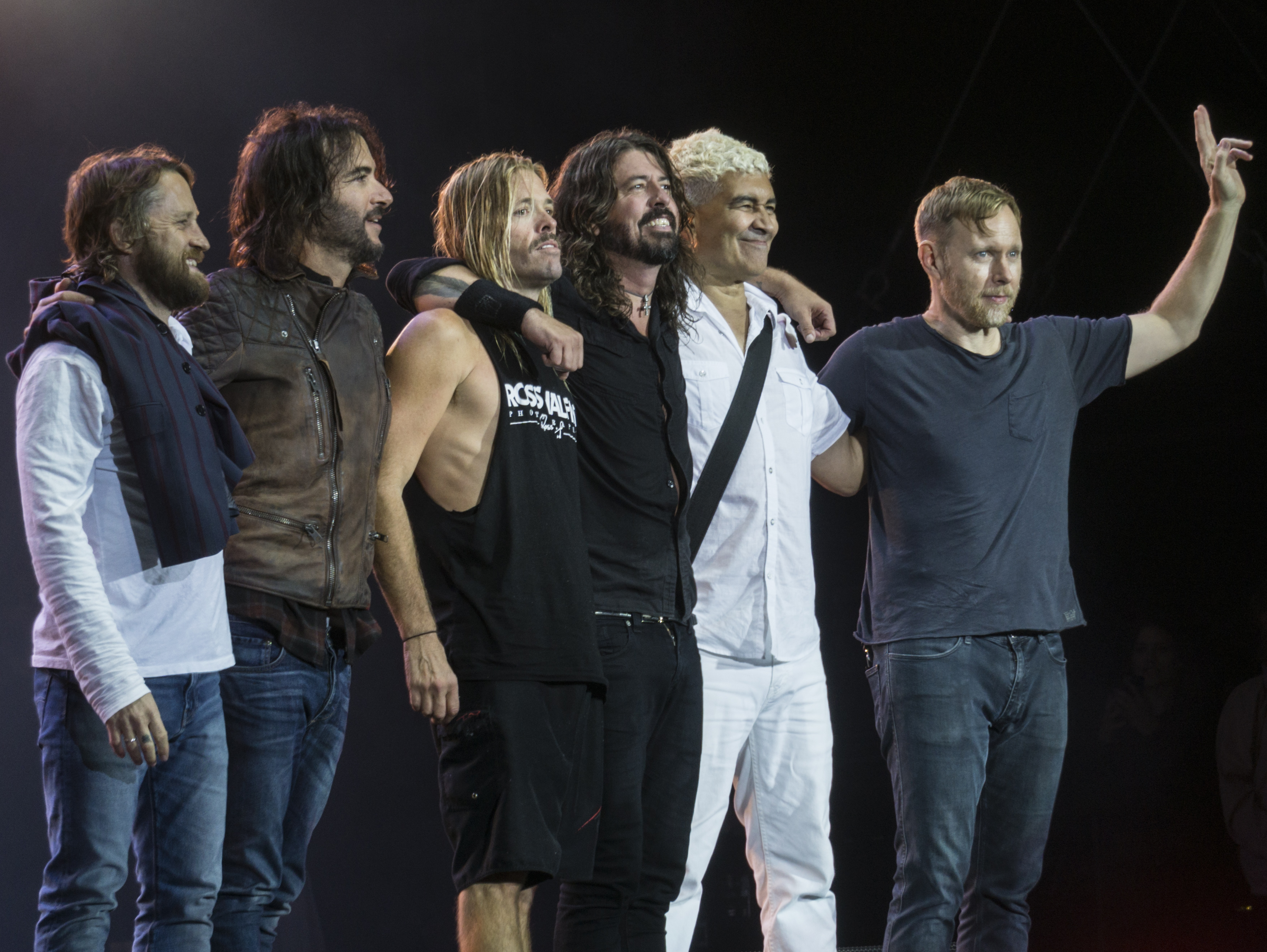
1990년대 후반 포스트 그런지를 확립하여 얼터너티브 록의 공백을 메우는 데 일조한 푸 파이터스.

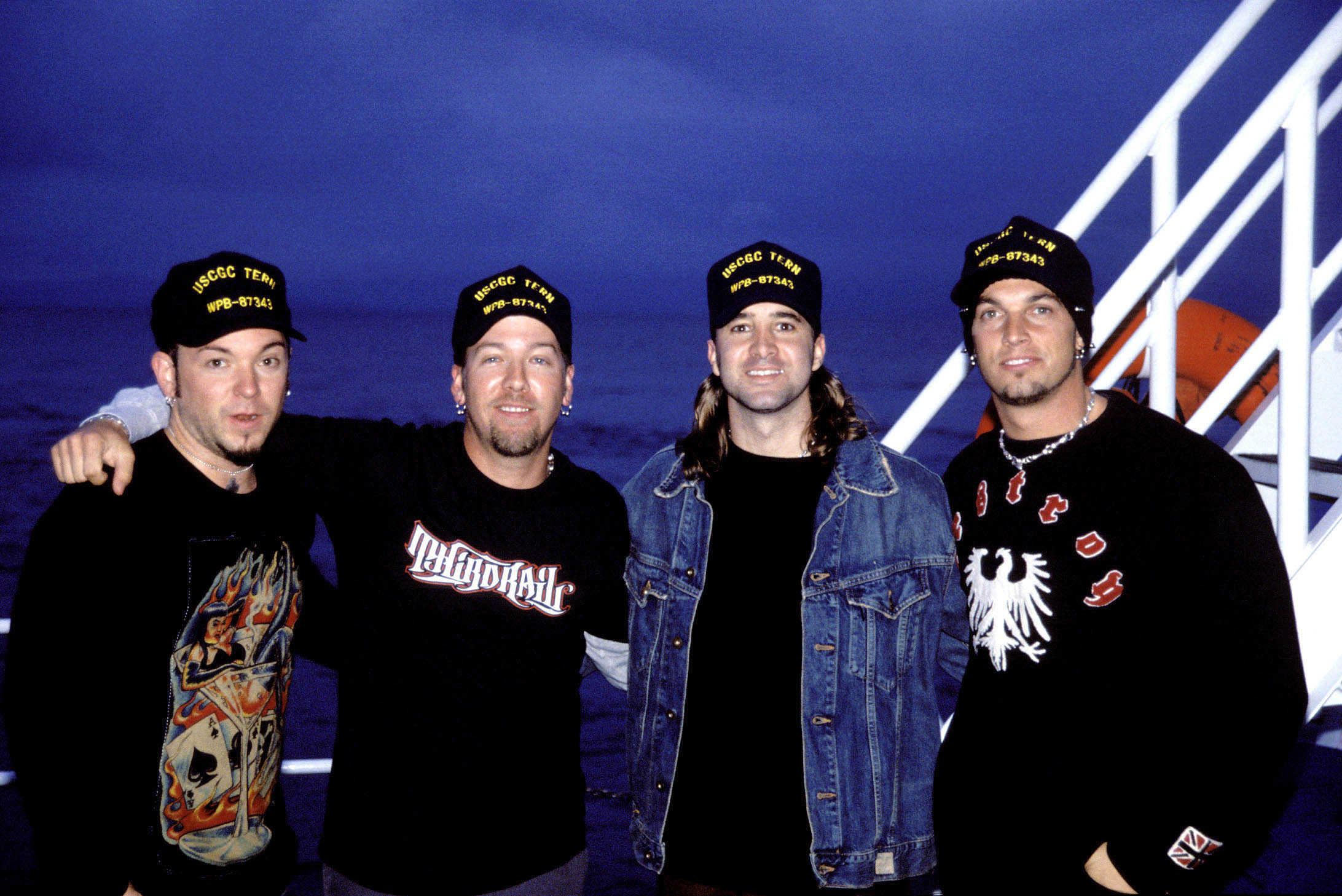
2002년 11월 포스트 그런지 밴드 크리드.

21세기 초, 주류에서 성공을 거둔 많은 얼터너티브 록 밴드들은 1994년 4월 너바나의 커트 코베인 자살사건 이후, 펄 잼의 콘서트 장소 프로모터 티켓마스터에 대한 소송 실패, 1997년 사운드가든의 해체, 2000년 스매싱 펌킨스의 원 멤버 상실, 2001년 엘세븐의 활동 중단, 2002년 레인 스탤리의 죽음과 그에 따른 앨리스 인 체인스의 해체, 그리고 2003년 크랜베리스와 스톤 템플 파일럿츠의 해체로 어려움을 겪었다. 브릿팝 또한 오아시스의 세 번째 앨범 비 히어 나우 (1997)이 미적지근한 평가를 받으면서 인기가 시들해졌다.
얼터너티브 록의 변화를 나타내는 신호는 1998년 헤드라이너를 찾지 못한 실패한 시도 끝에 롤라팔루자 페스티벌이 중단된 것이었다. 그 해 페스티벌의 어려움에 비추어 스핀은 "롤라팔루자는 지금 얼터너티브 록만큼이나 혼수상태이다"라고 말했다. 이러한 스타일 변화에도 불구하고 얼터너티브 록은 21세기 초까지 상업적으로 성공적이었다.

### 포스트 그런지
1990년대 후반 동안 그런지는 포스트 그런지로 대체되었다. 많은 포스트 그런지 밴드는 그런지의 언더그라운드 뿌리가 부족했으며, 그런지가 되어버린 것, 즉 "내향적이고 진지한 하드 록의 엄청나게 인기 있는 형태"에 크게 영향을 받았다. 많은 포스트 그런지 밴드는 그런지의 사운드와 스타일을 모방했지만 "반드시 원 아티스트의 개별적인 특성을 모방하지는 않았다". 포스트 그런지는 더 상업적으로 실행 가능한 장르였으며, 그런지의 왜곡된 기타를 광택 있고 라디오 친화적인 프로덕션으로 완화했다.
원래 포스트 그런지는 그런지가 주류가 되었을 때 등장하여 그런지 사운드를 모방한 밴드에 대해 거의 비하적인 용어로 사용되었다. 이 용어는 포스트 그런지로 분류된 밴드들이 단순히 음악적으로 파생적이거나 "진정한" 록 운동에 대한 냉소적인 반응이었음을 시사했다. 부시, 캔들박스, 컬렉티브 소울은 거의 경멸적으로 포스트 그런지로 분류되었는데, 닷대시의 팀 그리어슨에 따르면 이는 "그들이 자체적인 음악 운동이 아니라 단순히 록 음악의 합법적인 스타일 변화에 대한 계산적이고 냉소적인 반응이었음을 시사한다"는 의미이다. 포스트 그런지는 1990년대 후반과 2000년대 동안 푸 파이터스, 매치박스 트웬티, 크리드, 니켈백과 같은 새로운 밴드들이 등장하여 미국에서 가장 인기 있는 록 밴드 중 일부가 되면서 변화했다.

### 포스트 브릿팝
브릿팝이 쇠퇴하기 시작했을 때, 라디오헤드는 세 번째 앨범 OK 컴퓨터 (1997)와 후속작인 키드 A (2000)와 암네시악 (2001)으로 비평가들의 찬사를 받았는데, 이는 브릿팝의 전통주의와는 뚜렷한 대조를 이루었다. 라디오헤드는 트래비스, 스테레오포닉스, 콜드플레이와 같은 포스트 브릿팝 그룹과 함께 이후 몇 년 동안 영국 록계의 주요 세력이었다.

### 3세대 스카

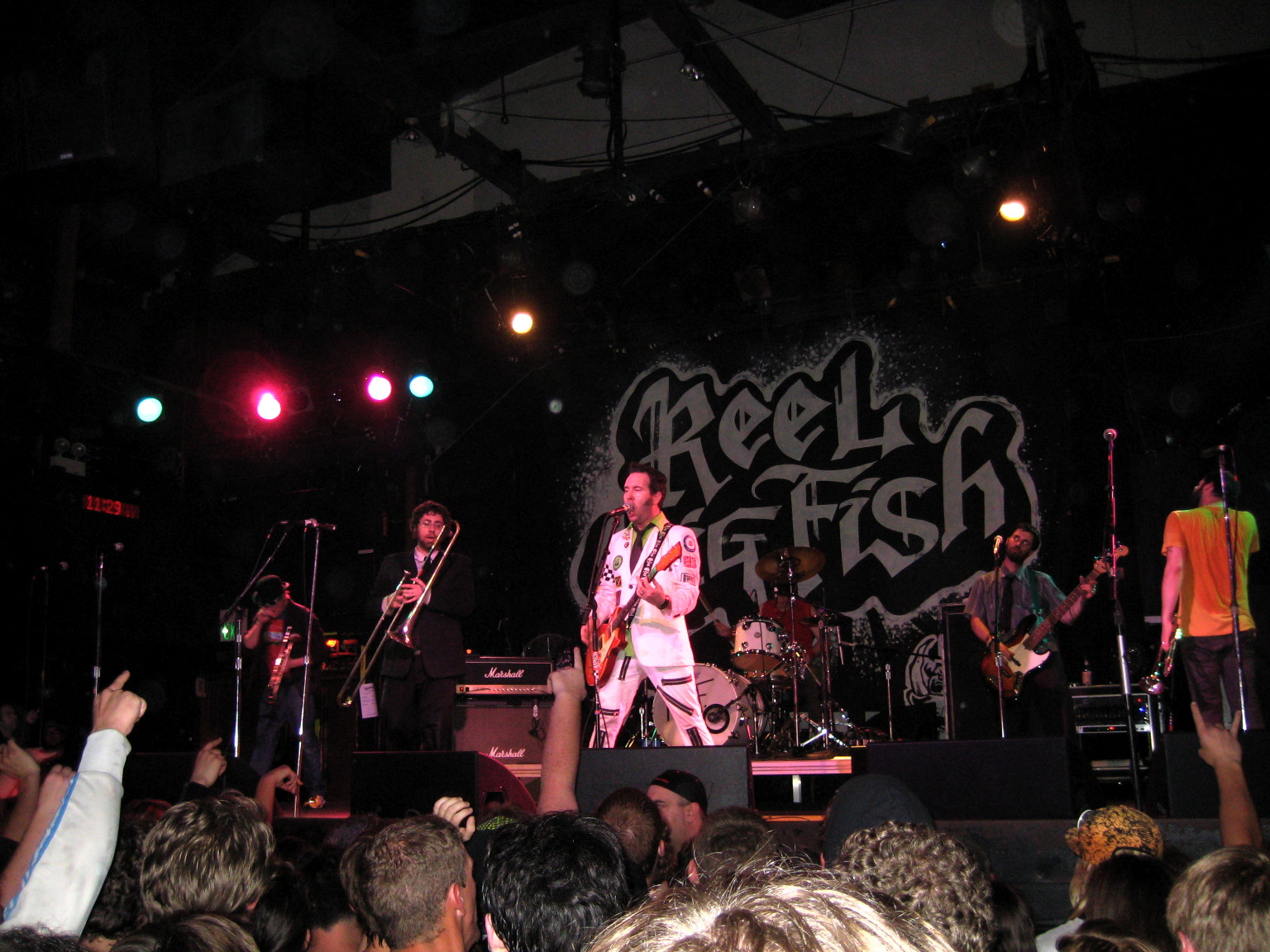
2008년 공연 중인 릴 빅 피시.

거의 십 년간 언더그라운드에 있던 스카 펑크, 이전 2 톤과 펑크 음악가의 혼합이 미국에서 인기를 얻었다. 랜시드는 "3세대 스카 부활" 음악가 중 처음으로 돌파했다. 1990년대 중반부터 2000년대 초반까지 더 마이티 마이티 보스톤스, 노 다웃, 서브라임, 골드핑거, 릴 빅 피시, 레스 댄 제이크, 세이브 페리스가 차트에 오르거나 라디오 노출을 받았다.

### 포스트펑크 리바이벌과 개러지 록 리바이벌
1990년대 후반과 2000년대 초반 동안 스트록스, 프란츠 퍼디난드, 인터폴, 더 랩처를 포함한 몇몇 얼터너티브 록 밴드가 등장하여 포스트펑크와 뉴 웨이브에서 주요 영감을 얻어 포스트펑크 리바이벌 운동을 확립했다. 이 시대 초반에 스트록스와 화이트 스트라이프스와 같은 밴드들의 성공에 뒤이어, 여러 포스트펑크 리바이벌 아티스트와 킬러스, 예 예 예스와 같은 다른 새로운 얼터너티브 록 밴드들이 2000년대 초반과 중반에 상업적인 성공을 거두었다. 이러한 밴드들의 성공에 힘입어 엔터테인먼트 위클리는 2004년에 "거의 십 년 동안 랩-록과 누-메탈 밴드들의 지배 이후, 주류 얼트록은 마침내 다시 좋아졌다"고 선언했다. 악틱 몽키즈는 인터넷 소셜 네트워킹 사용으로 초기 상업적 성공을 거둔 주요 아티스트로, 영국 차트 역사상 가장 빨리 팔린 데뷔 앨범인 왓에버 피플 세이 아이 엠, 댓츠 왓 아임 낫 (2006)을 발매하고 영국 1위 싱글 두 곡을 기록했다.

### 이모

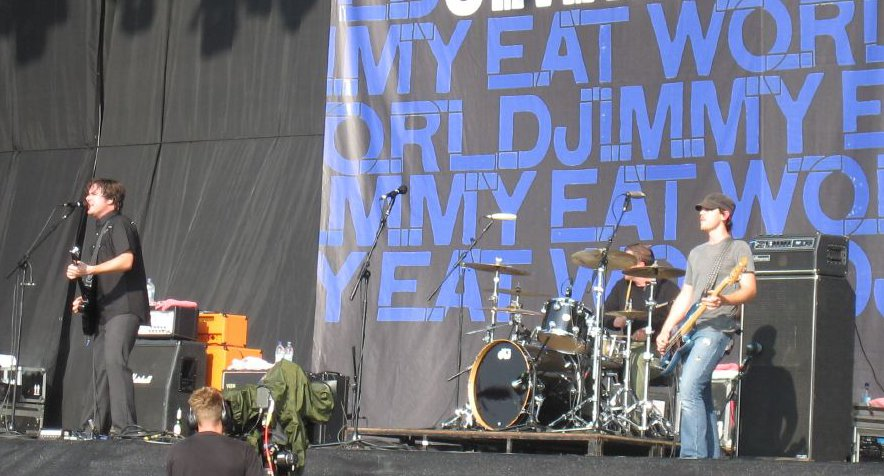
2007년 공연 중인 지미 잇 월드.

2000년 이후 새로운 10년으로 접어들면서 이모는 가장 인기 있는 록 음악 장르 중 하나였다. 인기 있는 아티스트로는 지미 잇 월드의 블리드 아메리칸 (2001)과 대시보드 컨페셔널의 더 플레이스 유 해브 컴 투 피어 더 모스트 (2003)의 판매 성공이 있었다. 새로운 이모는 1990년대보다 훨씬 주류적인 사운드를 가졌고 이전 형태보다 청소년들에게 훨씬 더 큰 매력을 가지고 있었다. 동시에 "이모"라는 용어는 음악 장르를 넘어 패션, 헤어스타일, 그리고 감정을 표현하는 모든 음악과 관련되었다. 이모의 주류 성공은 2000년대에 등장한 밴드들과 함께 계속되었으며, 폴 아웃 보이와 마이 케미컬 로맨스와 같은 멀티 플래티넘 아티스트들, 그리고 파라모어와 패닉! 앳 더 디스코와 같은 주류 그룹들이 포함된다.

### 다른 트렌드

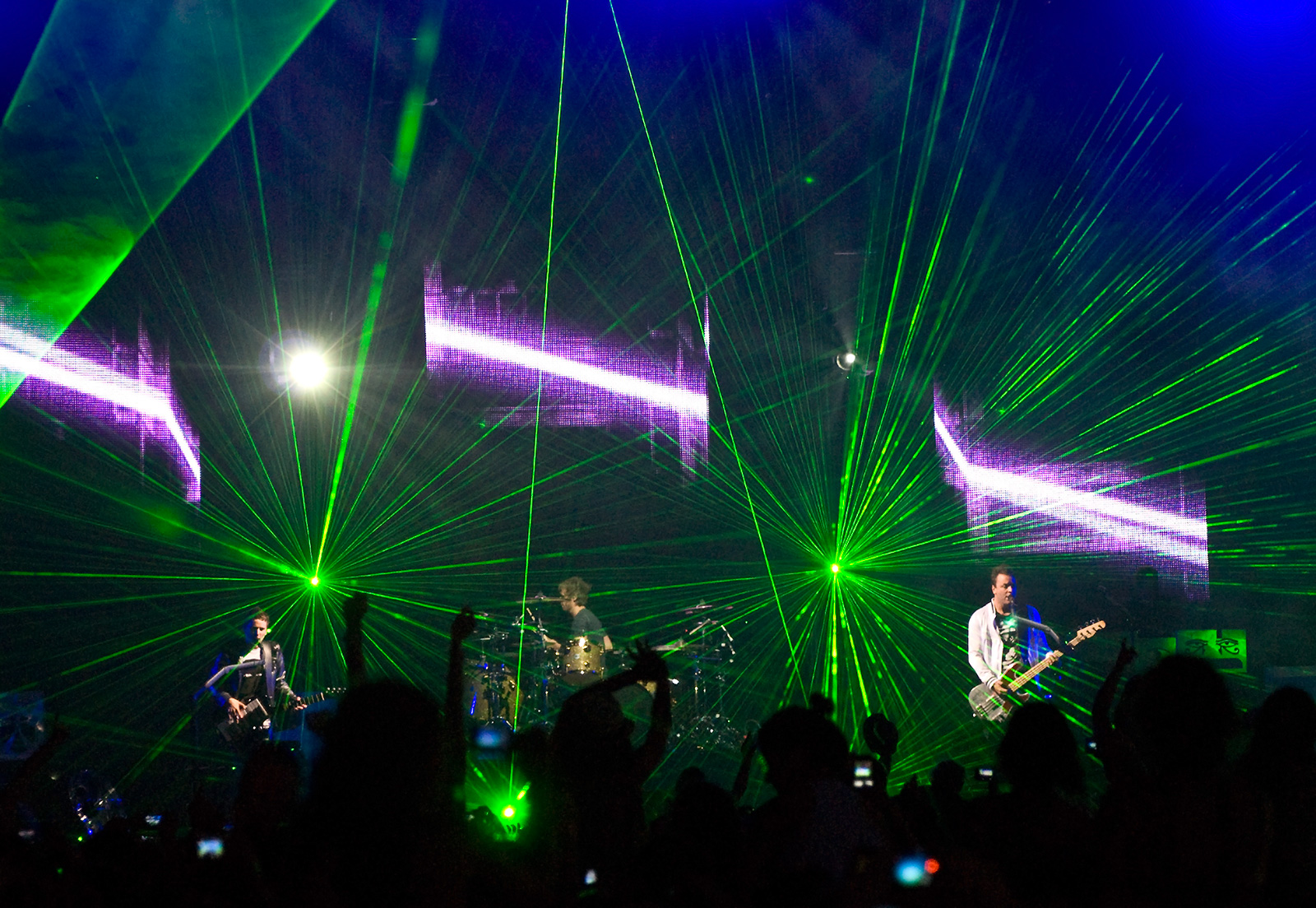
2010년 1월 호주 멜버른에서 공연 중인 뮤즈.

미국의 록 밴드 레드 핫 칠리 페퍼스는 1999년 앨범 캘리포니케이션 발매 후 새로운 인기를 누렸으며 2000년대 내내 계속 성공을 거두었다. 30 세컨즈 투 마스는 2000년대 후반에 눈에 띄는 인기를 얻었다.

## 2010년대–현재: 미래
2010년대 미국에서 얼터너티브 록 음악에 대한 대부분의 언급은 이전에 얼터너티브 록 채널 및 미디어에서 제한적으로 사용되었던 용어인 인디 록 장르에 대한 것이다. 2010년대 일부 라디오 방송국은 얼터너티브 록 음악에서 포맷을 변경했지만, 이는 주로 광고주가 더 많은 톱 40/톱 100 방송국을 판매에 활용하려는 집합적 노력에 의해 동기 부여되었다. 2010년 이후 주류 청중에게 얼터너티브 록의 관련성에 대한 상반된 의견이 있었지만, 데이브 그롤은 2013년 8월 데일리 뉴스 (뉴욕)의 2013 MTV 비디오 뮤직 어워드에 대한 기사에서 록이 죽었다고 언급한 것에 대해 다음과 같이 논평했다. "자기한테나 그렇게 말해요... 록은 나에게 꽤 살아있는 것처럼 보이는데."

### 2010년대의 트렌드

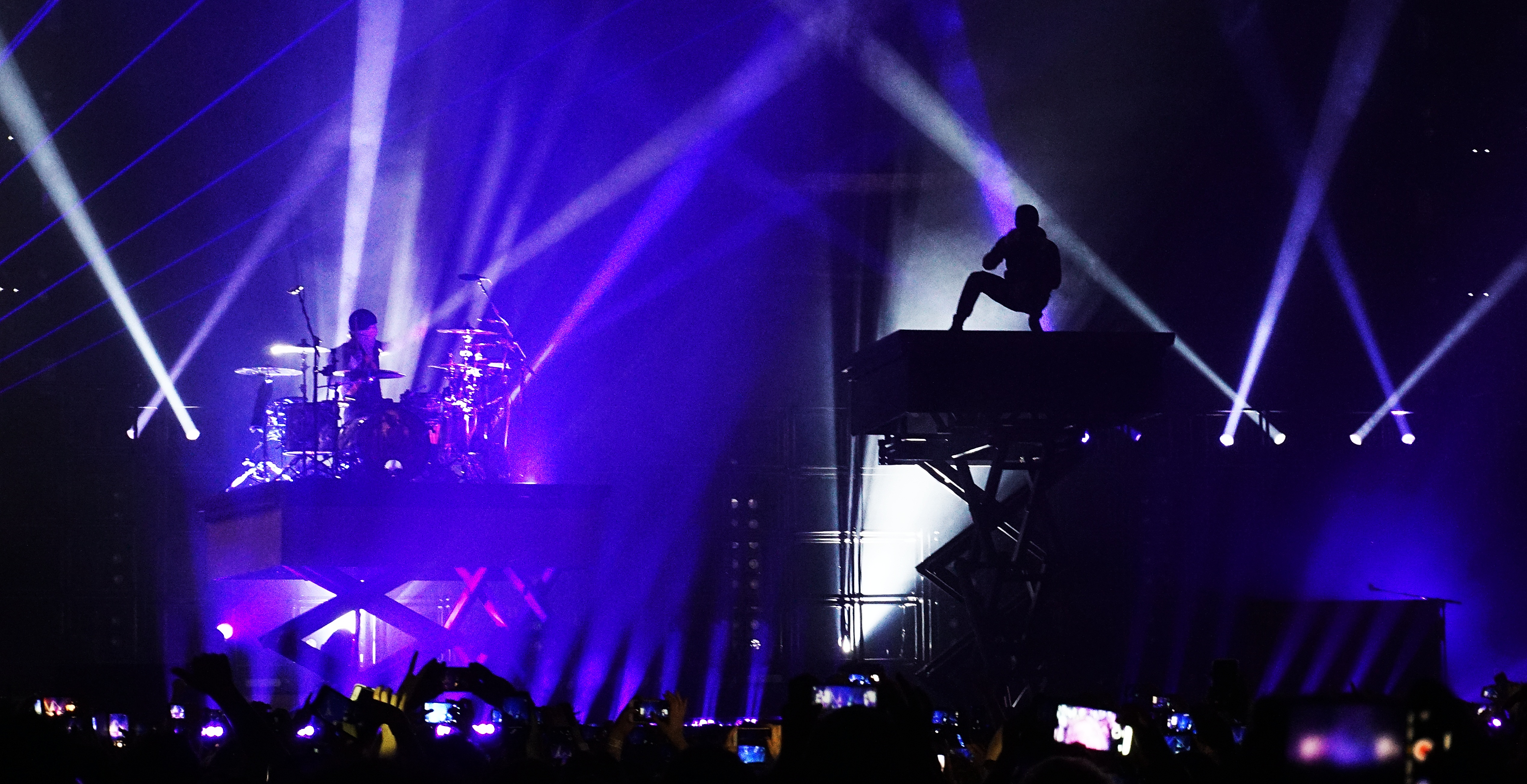
2019년 버밍엄 리조트 월드 아레나에서 공연하는 트웬티 원 파일럿츠.

현대 주류 얼터너티브 록 밴드는 하드 록, 일렉트로니카, 힙합, 인디, 펑크의 음악적 요소를 융합하는 경향이 있으며 키보드와 기타에 중점을 둔다. 2010년대에 영국 록 밴드 뮤즈는 앨범 레지스탕스와 드론으로 세계적인 인지도를 얻었으며 그래미상을 수상했다.
미국의 얼터너티브 듀오 트웬티 원 파일럿츠는 힙합, 이모, 록, 인디 팝, 레게를 포함한 여러 장르 사이의 경계를 모호하게 만들고 수많은 기록을 깼다. 그들은 미국에서 두 개의 동시 탑 5 싱글을 기록한 최초의 얼터너티브 음악가 되었으며, 그들의 네 번째 스튜디오 앨범 블러리페이스 (2015)는 역사상 모든 곡이 미국 음반 산업 협회로부터 최소 골드 음반 판매량 인증을 받은 최초의 앨범이었다. 트웬티 원 파일럿츠는 또한 스포티파이에서 곡이 10억 스트림을 달성한 최초의 록 아티스트가 되었다. 그들의 돌파 히트 싱글 "스트레스트 아웃"은 스트리밍 미디어 플랫폼에서 최소 10억 회 재생이라는 드문 위업을 달성한 스물다섯 번째 곡이었다. 이 이정표는 스포티파이와 같은 스트리밍 플랫폼에서 대표되는 음악 장르가 힙합, EDM, 어덜트 컨템포러리 스타일의 팝과 같은 장르에 의해 지배되는 상당히 동질적인 시기에 나왔다.

### 얼터너티브 팝
얼터너티브 팝 (얼트 팝)은 주류 밖의 인물들이 만들거나 전통적인 팝 음악보다 더 독창적이고 도전적이며 다양한 것으로 간주되는 폭넓은 상업적 매력을 지닌 팝 음악이다. 인디펜던트는 얼트 팝을 "실제 청소년 경험에 훨씬 더 가깝게 말하는 주류의 수제, 개인화된 모방"으로 묘사했으며, 불안, 후회, 약물, 불안에 대한 가사가 있는 어둡거나 우울한 감정적인 톤이 특징이다.
올뮤직에 따르면, 얼터너티브 신의 "좌편향 팝"은 1980년대 동안 주류 성공을 거두지 못했지만, 영국 얼터너티브 팝 밴드 수지 앤 더 밴시스는 그 십 년에 성공을 거두었다. 캐나다 가수 에이브릴 라빈의 2000년대 초 성공, 특히 히트 싱글 "스케이터 보이"는 이후 세대의 여성 얼트 팝 가수들을 위한 발판을 마련하는 데 도움이 되었다. 2000년대 후반, 미국 가수 샌티골드는 그녀의 명백한 예술적 확신으로 "얼터너티브 팝 영웅"으로 자리매김했다.
2010년대 초, 미국 가수 라나 델 레이는 "매혹적인 슬픔과 멜로드라마"를 특징으로 하는 그녀의 "영화 같은, 비트가 강한 얼트 팝"으로 "컬트적인 팬층"을 형성했다. 뉴질랜드 얼트 팝 가수 로드는 2013년과 2014년에 세계적인 성공을 거두어 차트 상위권에 오르고 수상했다. 2022년, 미국 가수 빌리 아일리시는 그녀의 어둡고 우울한 팝으로 주류에서 얼터너티브 팝의 "상승"을 가져왔다는 평가를 받았다.

## 같이 보기
- 노이즈 팝
- 노이즈 락
- 얼터너티브 록 아티스트 목록
- 스핀 얼터너티브 레코드 가이드

라디오 포맷
- 어덜트 앨범 얼터너티브
- 클래식 얼터너티브
- 모던 록

## 참고 문헌
- Azerrad, Michael (1994). 《컴 애즈 유 아: 너바나 이야기》. 더블데이. ISBN 978-0-385-47199-2.
- Azerrad, Michael (2001). 《우리 밴드가 당신의 인생이 될 수 있다: 미국 인디 언더그라운드의 장면들, 1981–1991》. 리틀 브라운 앤 컴퍼니. ISBN 978-0-316-78753-6.
- Erlewine, Stephen Thomas. [(영어) https://www.allmusic.com/explore/essay/ "아메리칸 얼터너티브 록/포스트펑크"]. 올뮤직. Retrieved May 20, 2006.
- Erlewine, Stephen Thomas. [(영어) https://www.allmusic.com/explore/essay/ "영국 얼터너티브 록"]. 올뮤직. Retrieved May 20, 2006.
- Harris, John (2004). 《브릿팝!: 쿨 브리태니아와 영국 록의 화려한 종말》. 다 카포 프레스. ISBN 978-0-306-81367-2.
- Lyons, James (2004). 《시애틀 판매: 현대 미국 도시의 표현》. 월플라워. ISBN 978-1-903364-96-3.
- Reynolds, Simon (2006). 《립 잇 업 앤 스타트 어게인: 포스트펑크 1978–1984》. 페이버 앤 페이버. ISBN 978-0-14-303672-2.
- Fonarow, Wendy (2006). 《더트 제국: 영국 인디 음악의 미학 및 의례》. 웨슬리언 대학교 출판부. ISBN 978-0-8195-6811-3.
- Lavine, Michael; Blashill, Pat (1996). 《언더그라운드의 소음: 얼터너티브 록의 역사》. 사이먼 & 슈스터. ISBN 978-0-684-81513-8.